# Київський некрополь
«Київський некрополь» — путівник-довідник дослідника історії Києва Людмили Андріївни Проценко, виданий 1994 року видавництвом «Український письменник».
Книга розповідає про некрополі Києва та поховання на них українських письменників. Як зазначає автор у передмові, не забуто й «родинні зв'язки окремих людей з видатними літераторами».
Історичний екскурс від поховань у Десятинній церкві до сучасних кладовищ міста. У додатку — алфавітний іменний довідник та довідник авторів надгробків.